# TT221
Das Grab TT221 (Theban Tomb – Thebanisches Grab Nummer 221) befindet sich in Theben-West bei dem modernen Ort Luxor in Ägypten in dem Nekropolenteil, der heute Qurnet Murrai genannt wird. Die Grabanlage gehört dem Armeeschreiber im Königspalast Horimin, der in der Ramessidenzeit lebte.
Die in den Fels gehauene Grabanlage hat einen Vorhof im Süden, auf der Nordseite des Hofes befindet sich der Eingang zu einer Querhalle. An der Nordseite der Halle, gegenüber vom Eingang befindet sich eine Nische, die in den Fels gehauen ist, doch nicht fertiggestellt wurde. Vor allem die Querhalle ist ausgemalt, wobei der Großteil dieser Malereien unvollendet blieb. Die Malereien zeigen vor allem Horimin und seine Gemahlin vor diversen Gottheiten. An der Decke der Querhalle befindet sich eines der wenigen einst fertiggestellten Bilder. Es zeigt die Barke des Sonnengottes Re und darunter einen längeren Text, der unter anderem weitere Titel des Horimin nennt, wie z. B. General der Armee im Königspalast.
Von 2009 bis 2013 wurde die Grabanlage von einer spanischen Mission untersucht und aufgenommen.